# Ploceus jacksoni
Ploceus jacksoni là một loài chim trong họ Ploceidae.